# Hornflue
Hornflue är en bergstopp i Schweiz.   Den ligger i distriktet Obersimmental-Saanen och kantonen Bern, i den sydvästra delen av landet, 50 km söder om huvudstaden Bern. Toppen på Hornflue är 1 949 meter över havet, eller 147 meter över den omgivande terrängen. Bredden vid basen är 0,85 km.
Terrängen runt Hornflue är varierad. Närmaste större samhälle är Gstaad, 2,8 km sydväst om Hornflue. 
I omgivningarna runt Hornflue växer i huvudsak blandskog. Runt Hornflue är det ganska glesbefolkat, med 32 invånare per kvadratkilometer.